# レミマゾラム
レミマゾラム（Remimazolam）は、全身麻酔の導入および維持のため(日本における保険適応)の薬剤である。臨床使用されているベンゾジアゼピンの中では最も作用時間が短く、調節性に優れる。麻酔の3要素のひとつである鎮静に関しては、ベンゾジアゼピンの中で唯一、単独でその役割を果たすことが可能である。従来から存在したミダゾラムなどのベンゾジアゼピンは作用時間が長く、患者を手術終了後まもなく覚醒させることが困難であった。
アネレム（日本名。米国では"Byfabo"）という商品名で販売されている。

## 解説
レミマゾラムは、短時間作用型のイミダゾベンゾジアゼピン ミダゾラムに代わるものとして、PAION AGがいくつかの地域のライセンシーと協力して開発したベンゾジアゼピン薬である。
レミマゾラムは、ミダゾラムよりも迅速な発症と短い持続時間の両方を有することが判明し、ヒトの臨床試験では、より速い回復時間と予測可能で一貫した薬物動態が示され、これらの用途に対して、既存の薬物に勝るいくつかの利点が示唆された。
処置中の鎮静(米国での適応)の最も一般的な副作用には、低血圧、高血圧、拡張期高血圧、収縮期高血圧、低血中酸素濃度、拡張期低血圧などがある。
レミマゾラムは、2020年7月に米国で、2021年3月に欧州連合で医療用途が承認された。 

## 適応
適応は、30分以内の成人の鎮静処置の導入と維持（米国）。全身麻酔の導入および維持（日本）。作用時間が短いためにボーラス投与のみでは安定した麻酔状態を維持できないため、生理食塩水等に希釈してシリンジポンプで静脈内投与される。

## 薬理
レミマゾラムを持続静注を行い、停止した後に血漿中濃度が50%低下するのに要する時間、すなわちContext Sensitive Half Time（CSHT）は約7.5分である。

## 歴史
レミマゾラムは、2020年7月に米国で医療用に承認された。日本での販売は2020年8月である。
米国食品医薬品局(FDA)は、短期間の処置を受ける成人を対象とした3つの臨床試験(試験 1/NCT02290873、試験 2/NCT02296892、および試験 3/NCT02532647)のエビデンスに基づいてレミマゾラムを承認した。試験は米国の32か所で実施された。
試験1と3は結腸内視鏡検査を受ける参加者で実施され、試験2は気管支鏡検査を受ける参加者で実施された。
試験では、参加者は無作為に3つのグループに分けられた。1つのグループはレミマゾラムを投与され、もう1つのグループは偽薬を投与され、もう1つのグループはミダゾラム(類似しているが承認された薬)を投与された。最初の2つのグループでは、参加者も研究者もどの薬が投与されたかを知らず、参加者は鎮静が必要な場合にレスキュードラッグとしてミダゾラムを投与されることもできた。3番目のグループでは、すべての参加者がミダゾラムのみを投与された。さらに、3つの試験すべてで、参加者は疼痛管理のための薬を投与された。
試験1と2では、レミマゾラムを投与された参加者と他の2つのグループの参加者を比較し、あらかじめ決められた一連の基準で鎮静の成功を測定した。試験3のデータは、主に複数回投与時のレミマゾラムの副作用を評価するために使用された。

## 社会と文化

### 法的な状況
2021年1月28日、欧州医薬品庁(EMA)の医薬品委員会(CHMP)は、処置時の鎮静・鎮痛を目的とした医薬品 Byfavoの販売承認の付与を推奨する肯定的な意見を採択した。この医薬品の申請者は、PAION Netherlands BVである。レミマゾラム(Byfavo)は、2021年3月に欧州連合で医療用として承認された。

## 研究
ミダゾラムよりもレミマゾラムの方が回復が早い患者を対象とした鎮静処置のフェーズIおよびIb用量設定研究。レミマゾラムと心臓手術および結腸内視鏡検査の標準的な麻酔プロトコルを比較する第II相試験は、2014年10月の主要な会議で発表された。
上部内視鏡検査でレミマゾラムとミダゾラムを比較する第IIa相試験が2014年12月に発表され、同様の安全性プロファイルが確立された。レミマゾラムは、1990年代後半にノースカロライナ州リサーチ・トライアングル・パークにあるGlaxo Wellcomeの研究室で最初に合成された。 